# Xenofrea enriquezae
Xenofrea enriquezae es una especie de escarabajo longicornio del género Xenofrea, tribu Xenofreini, subfamilia Lamiinae. Fue descrita científicamente por Tavakilian & Néouze en 2006.

## Descripción
Mide 10 milímetros de longitud.

## Distribución
Se distribuye por Ecuador.